# 馬卡雷拿
馬卡雷拿（葡萄牙語：Michel Renner Lopes Antunes，1995年6月16日—），生於巴西里貝朗普雷圖，巴西足球運動員，司職前鋒，現時效力香港超級聯賽球會大埔。

## 球會生涯
馬卡雷拿曾於在巴西和葡萄牙聯賽效力。

### 大埔
2023年7月，大埔宣佈馬卡雷拿加盟球隊。

## 榮譽
大埔
- 香港超級聯賽冠軍（2024–25）

## 外部連結
- 香港足球總會網頁球員註冊資料
- Transfermarkt